# Tom Mix

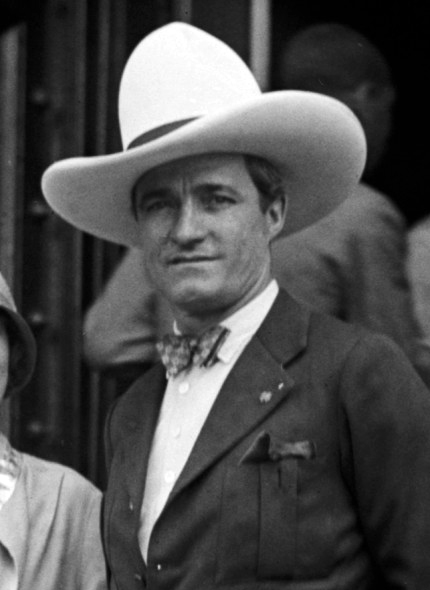
Tom Mix, 1925.

Thomas Edwin "Tom" Mix, född Thomas Hezikiah Mix den 6 januari 1880 i Mix Run i Cameron County i Pennsylvania, död 12 oktober 1940 i Florence i Arizona, var en amerikansk skådespelare.

## Biografi
Tom Mix var en legendarisk cowboy-stjärna i mer än 330 västern-filmer, såväl stumfilmer som ljudfilmer.
Filmstudiorna uppgav att han var son till en officer i kavalleriet och att han skulle ha deltagit i strid i Spansk-amerikanska kriget och även under Boxarupproret och andra boerkriget. I verkligheten, dock, var hans far en fattig skogshuggare, och Mix hoppade tidigt av skolan. Visserligen var han på Filippinerna under det spansk-amerikanska kriget, men deltog aldrig i strid, och han deserterade från armén 1902 för att gifta sig med sin ungdomskärlek.
Tom Mix arbetade sedan som bartender i Dewey i Oklahoma. Han var en skicklig rodeoryttare och blev medlem i en känd västern-show, där han vann en rodeotävling 1909. Samma år gjorde han filmdebut i On the Little Big Horn or Custer's Last Stand.
Han var mycket våghalsig och använde sig sällan av någon stuntman, vilket ledde till att han ofta ådrog sig skador. Han turnerade också under tre års tid med Ringling Brothers tillsammans med sin väldresserade häst Tony.
Tom Mix drog sig tillbaka från filmen 1934. Han omkom i en bilolycka 1940.

## Filmografi (urval)
- The Long Trail (1910)
- Texas Wilson (1918)
- Stäppens konung (1922)
- Dick Turpin (1925)
- Arizonas vildkatt (1927)
- Cowboyhotellet (1928)
- Ryttarna i dödens dal (1932)
- Svarte ryttaren (1933)

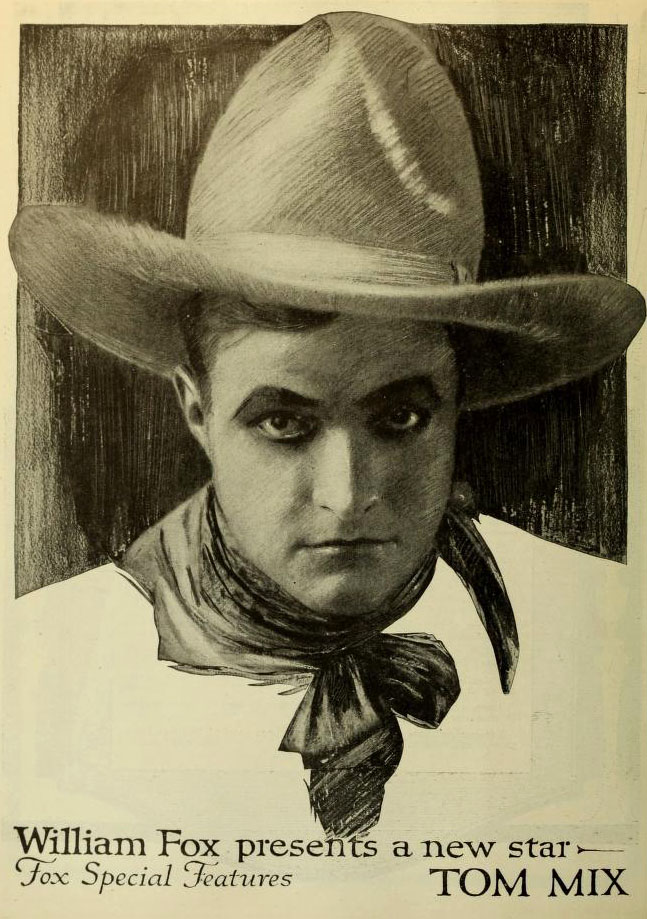
Reklam (1917)
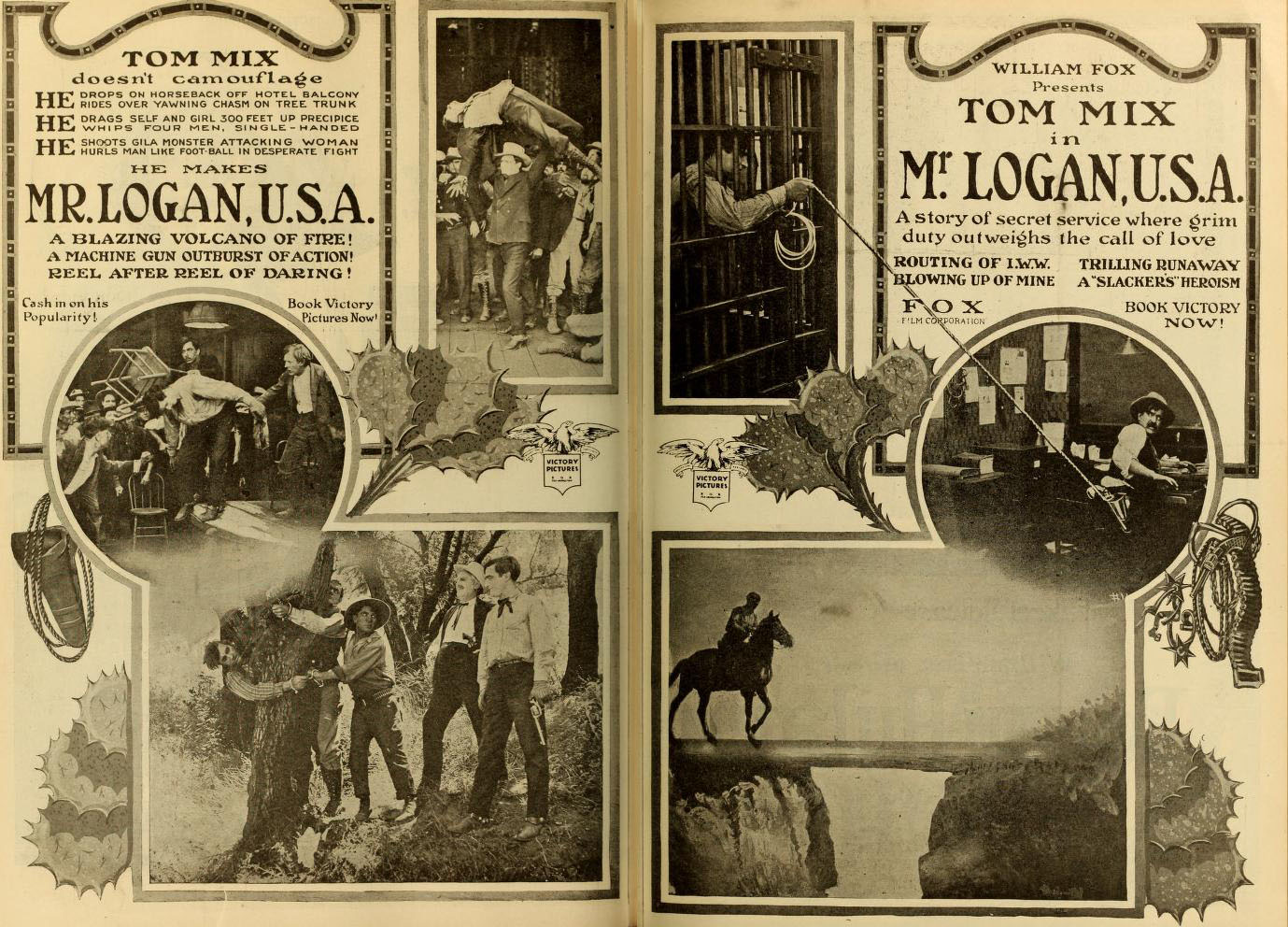
Mr. Logan, U.S.A. (1918)
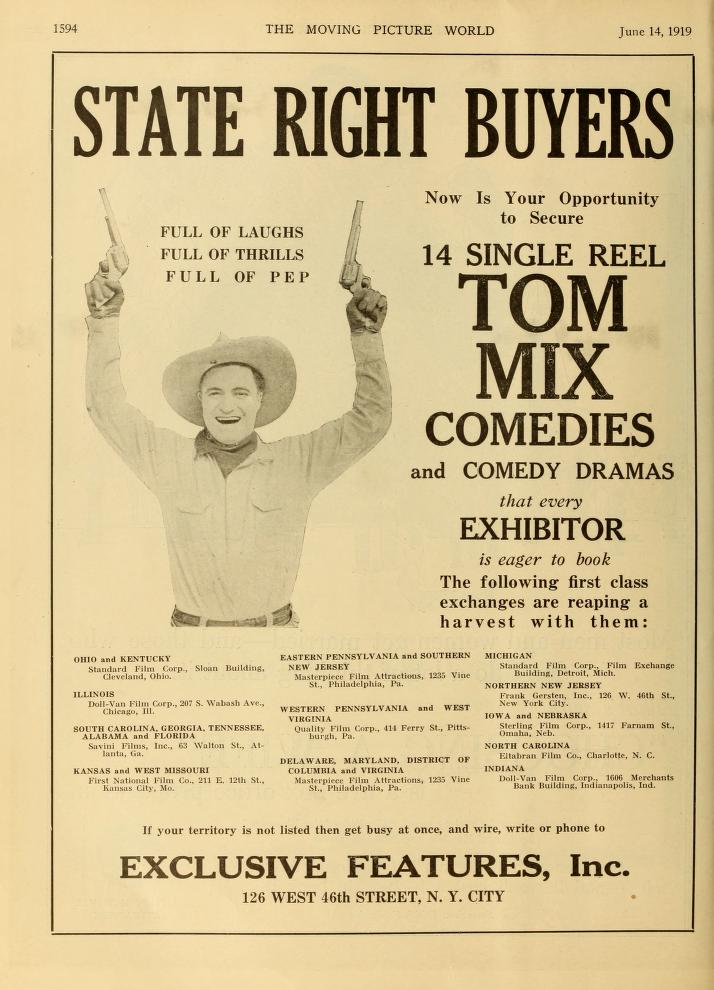
Reklam (1919)
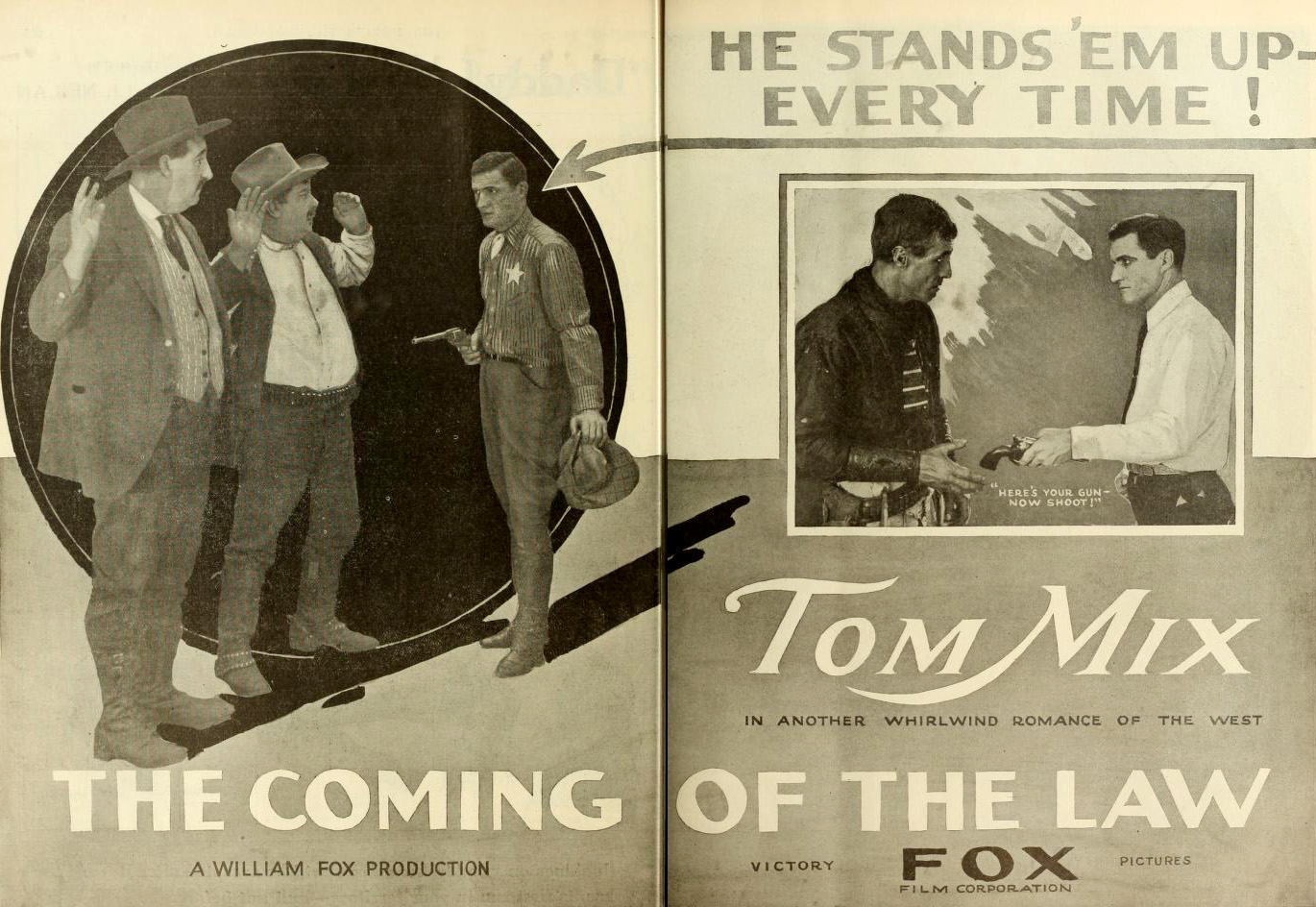
The Coming of the Law (1919)